# Le Meridien Moscow Country Club
Le Meridien Moscow Country Club (ruski: Ле Меридиен Москоу Кантри Клаб) je GlavUpDK-ovo golf odmaralište u Nahabinu/Krasnogorsku u Bliskom Podmoskovlju.
Jedino je rusko golf-igralište s 18 rupa. Razvili su ga Ivan Ivanovič Sergejev i Aleksandr S. Zinovjev te Antti Peltoniemi od projekta poznatog arhitekta Roberta Trenta Jonesa Jr.-a. Utemeljeno je 1994.

## Vanjske poveznice
- http://www.lemeridien-mcc.ru  Arhivirana inačica izvorne stranice od 12. rujna 2017. (Wayback Machine)
- http://updk.ru